# Slaughterhouse (альбом)
Slaughterhouse — дебютный альбом хип-хоп-группы Slaughterhouse, выпущенный 11 августа 2009 года на E1 Music. В первую неделю альбом разошёлся тиражом в 18 600 копий, по состоянию на декабрь 2009 года продано 44 000 копий.

## Об альбоме
Впервые группа появилась на альбоме Joe Budden Halfway House, который был выпущен летом 2009 года на E1 Music. Песня называлась «Slaughterhouse», на котором в качестве гостей выступили Crooked I, Joell Ortiz, Royce da 5'9" и Нино Благослови. Позже первые четыре участника решили создать супер-группу с одноимённым названием трека, записанного вместе.

### Задержка
Сначала выпуск альбома был запланирован на 7 июля 2009 года, но релиз был перенесён на 11 августа. Royce Da 5’9" объяснил, что группа хотела больше времени, чтобы подготовить релиз на E1 Music. В своём интервью на AllHipHop.com 12 июня Ройс заявил, что 
Даже если эта группа это новый способ ведения бизнеса, мы по-прежнему должны придерживаться старого сценария, когда приходит время, чтобы рынок мог иметь надлежащее время, чтобы создать запись. Мы не идиоты. Мы понимаем, концепция лейбла бросает что-то к стене и мы видим, если она придерживается. Это не то, что мы находимся в бизнесе. Мы все ещё в бизнесе продажи записей, потому что мы чувствуем, что мы имеем великолепный продукт, который хотим представить общественности.
Рэпер также заявил, что лирика и музыка сошлись таким образом, что группа должна была создать дебют с одноимённым названием.
Ройс также заявил следующее 
Все отодвинули своё отношение  настрою. Это отличная музыка. Мое самое большое беспокойство с принятием проекта  лучших ударов возможно. Рифмы есть. Лучшая музыка возможна тем, что я был всегда озабочен тем, поэтому вышло много хороших песен.

Joell Ortiz, рэпер из Бруклина, сказал, что процесс создания альбома был трудным, но веселым. Он сказал: 
Это были определенно оживленные сессии в моей жизни. Чтобы выйти с продуктом, который у нас есть, нам пришлось много посмеяться.
Группа может добавить ещё одну песню, чтобы закруглить[стиль] альбом, но отметил, что он был близок к завершению, и задержка не имела ничего общего с музыкой. Альбом был записан в течение шести дней в начале июня.
 16 июня, через SOHH, Joe Budden извинился перед поклонниками, Ройс добавил 
Вы все ещё собирайтесь получить музыку. Это походит на вас и я не буду слышать ни одной песни Slaughterhouse до момента выпуска. Мы до сих пор в настрое.
 Crooked I заявил 
Не волнуйтесь, альбом по-прежнему выйдет. Вы можете быть обеспокоены. Но он выйдет. Официально 11 августа. Это то, что мы должны сделать в этот период времени в хип-хопе. Этот проект является тем, что нам нужно.

## Оценки критиков
Альбом получил положительные оценки, получив в общей сумме оценок, состоящих из девяти отзывов, 69 из 100 баллов, издание Metacritic заявило, что альбом получил положительные оценки.

## Список композиций
Треки были представлены на iTunes и опубликованы на Allmusic.com.
| №   | Название                                | Автор(ы) | Продюсер        | Длительность |
| --- | --------------------------------------- | --- | --------------- | ------------ |
| 1.  | «Sound Off»                             | Dominick Wickliffe, Joell Ortiz, Joseph Budden, Nicholas Warwar, Ryan Montgomery                                   | StreetRunner    | 5:51         |
| 2.  | «Lyrical Murderers» (featuring K-Young) | Bernard Edwards, Jr, Budden, Montgomery, Ortiz, Wickliffe                                                          | Focus...        | 4:04         |
| 3.  | «Microphone»                            | Alan Daniel Maman, Budden, Montgomery, Ortiz, Wickliffe                                                            | The Alchemist   | 4:42         |
| 4.  | «Not Tonight»                           | Budden, Montgomery, Ortiz, Warwar, Wickliffe                                                                       | StreetRunner    | 3:39         |
| 5.  | «The One» (featuring The New Royales)   | Budden, Chin Injeti, Erik Alcock, Khalil Abdul-Rahman, Líz Rodrigues, Montgomery, Ortiz, Wickliffe                 | DJ Khalil       | 3:37         |
| 6.  | «In the Mind of Madness» (Skit)         | |                 | 1:23         |
| 7.  | «Cuckoo»                                | Budden, Montgomery, Ortiz, Rahman, Wickliffe                                                                       | DJ Khalil       | 4:30         |
| 8.  | «The Phone Call» (Skit)                 | |                 | 0:58         |
| 9.  | «Onslaught 2» (featuring Fatman Scoop)  | Budden, Emile Haynie, Isaac Freeman III, Montgomery, Ortiz, Wickliffe                                              | Emile           | 4:27         |
| 10. | «The Phone Call 2» (Skit)               | |                 | 0:56         |
| 11. | «Salute» (featuring Pharoahe Monch)     | Budden, Denaun Porter, Montgomery, Ortiz, Troy Donald Jamerson, Wickliffe                                          | Mr. Porter      | 4:31         |
| 12. | «Pray (It's a Shame)»                   | Aiko Rohd, Budden, Montgomery, Ortiz, Wickliffe                                                                    | RealSon         | 3:53         |
| 13. | «Cut You Loose»                         | Budden, Montgomery, Ortiz, Porter, Wickliffe                                                                       | Mr. Porter      | 4:43         |
| 14. | «Rain Drops» (featuring Novel)          | Alonzo Mario Stevenson, Budden, Horrus Turner, Montgomery, Ortiz, Robert Brookins, Travis Marcus Haynes, Wickliffe | Filthy Rockwell | 5:00         |
| 15. | «Killaz» (featuring Melanie Rutherford) | Budden, Haynie, Melanie Rutherford, Montgomery, Ortiz, Wickliffe                                                   | Emile           | 4:09         |

| №   | Название     | Автор(ы)                                           | Продюсер  | Длительность |
| --- | ------------ | -------------------------------------------------- | --------- | ------------ |
| 16. | «Fight Klub» | Bryan Fryzel, Budden, Montgomery, Ortiz, Wickliffe | Frequency | 4:42         |

## Чарты
| Чарт (2009)        | Высшая позиция | Продажи |
| ------------------ | -------------- | ------- |
| U.S. Billboard 200 | 25             | 44 000+ |